# Styl szwajcarski
Styl szwajcarski (inaczej: alpejski, tyrolski, uzdrowiskowy) – styl architektury regionalnej, powstały na obszarze Szwajcarii i spopularyzowany w II połowie XIX w. w kurortach uzdrowiskowych krajów Europy Środkowej.

## Geneza nazwy
Styl architektoniczny jest nazywany szwajcarskim, ze względu na fakt, iż kantony szwajcarskie wcześniej od innych regionów wykształciły architekturę nawiązującą do architektury alpejskich górali, a nazwa tyrolski wiąże się z faktem, iż region Tyrolu był głównym źródłem inspiracji dla architektów. Oba obszary leżą w zasięgu Alp, stąd mowa również o stylu alpejskim. Styl bywa nazywany również uzdrowiskowym, ze względu na jego popularność w kurortach uzdrowiskowych.

## Historia
Popularyzacja stylu szwajcarskiego miała swój początek w 1852 r. Został wtedy ogłoszony konkurs na prace nt. narodowej, szwajcarskiej architektury. Część z nadesłanych prac opierała się na szwajcarskiej architekturze ludowej. Swoje prace nawiązujące do architektury wiejskiej przedstawili wówczas: Ernst Gladbach, Carl de Graffenried i Ludwig von Stürler, którzy swoje prace przedstawili w formie wzorników, zawierających komentarze. W tym okresie styl alpejski ulegał już popularyzacji poza Szwajcarią. Obiekty będące przedstawicielami tego stylu, występujące poza regionem jego pochodzenia powstawały w latach 20. XIX w. zarówno w Niemczech wg projektu Karla Friedricha Schinkla jak i w Anglii wg projektu Petera Fredericka Robinsona.
Kolejnymi kamieniami milowymi dla rozprzestrzeniania się stylu tyrolskiego były wystawy światowe w latach: 1867, 1873, 1878 i 1900 r. Popularyzacja stylu skutkowała zatraceniem jego autentyzmu niemniej wpłynęła na jego uniwersalność oraz kosmopolityzm. 

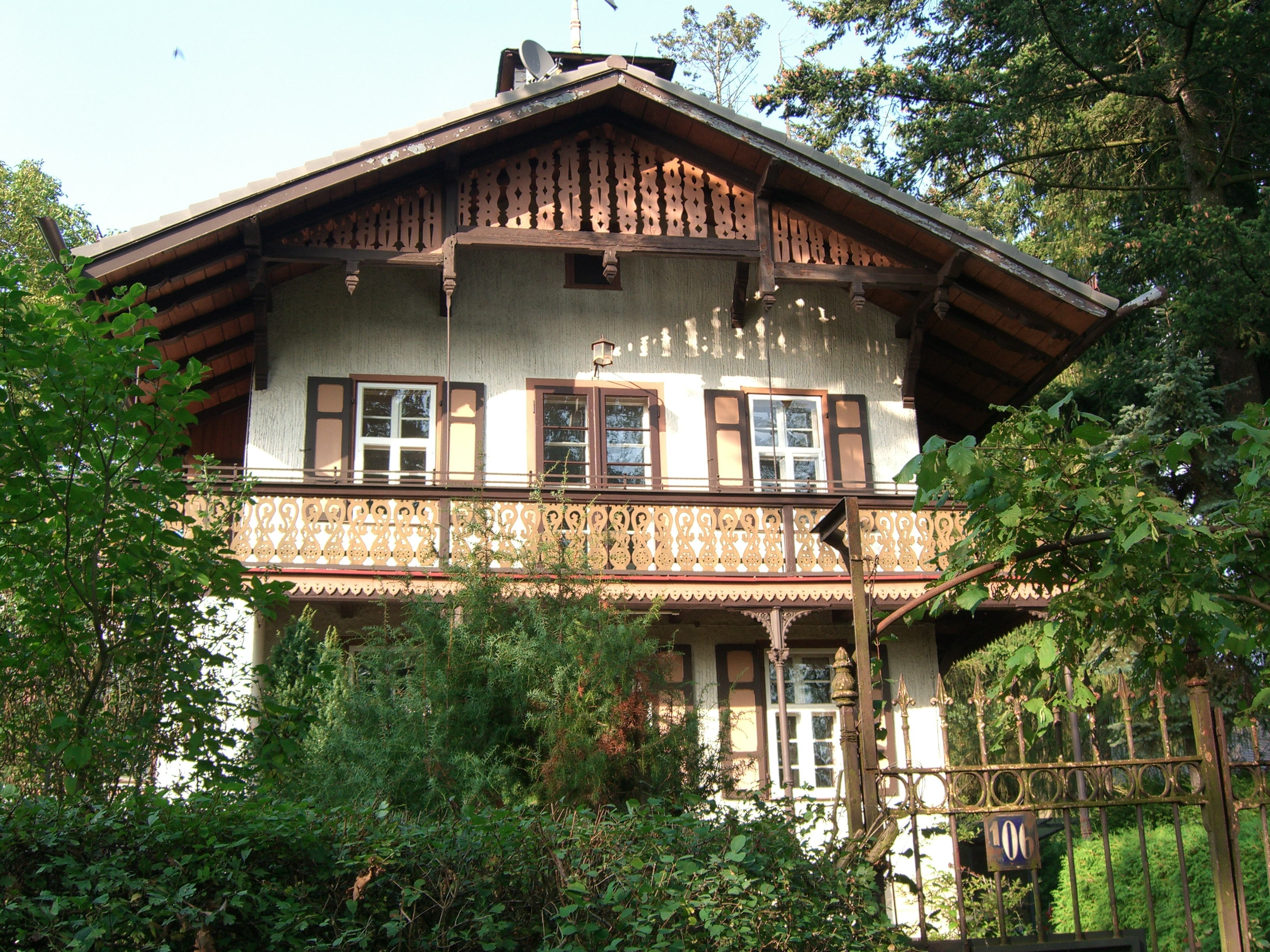
Willa w Erlangen
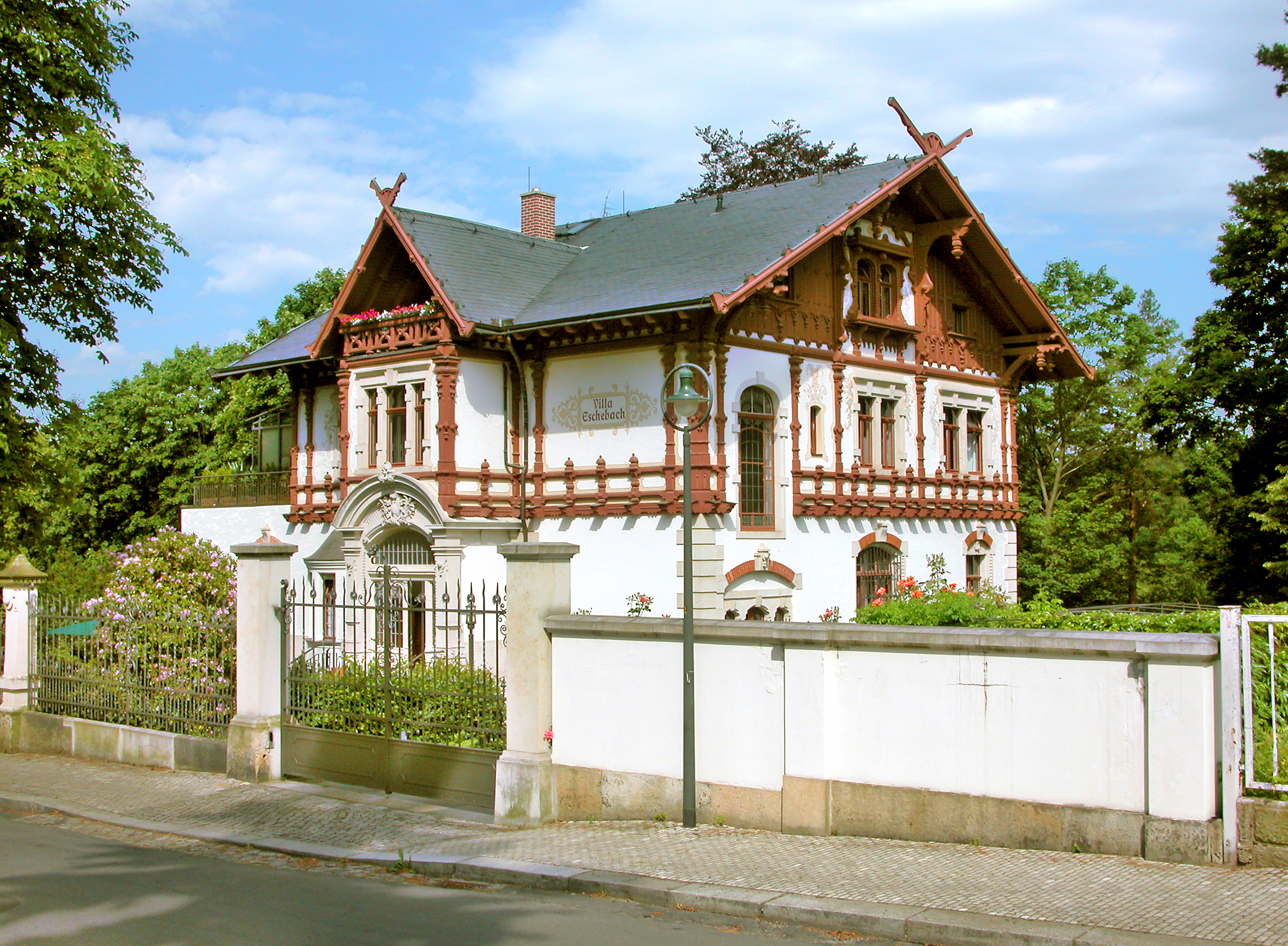
Willa Eschebach w Dreźnie
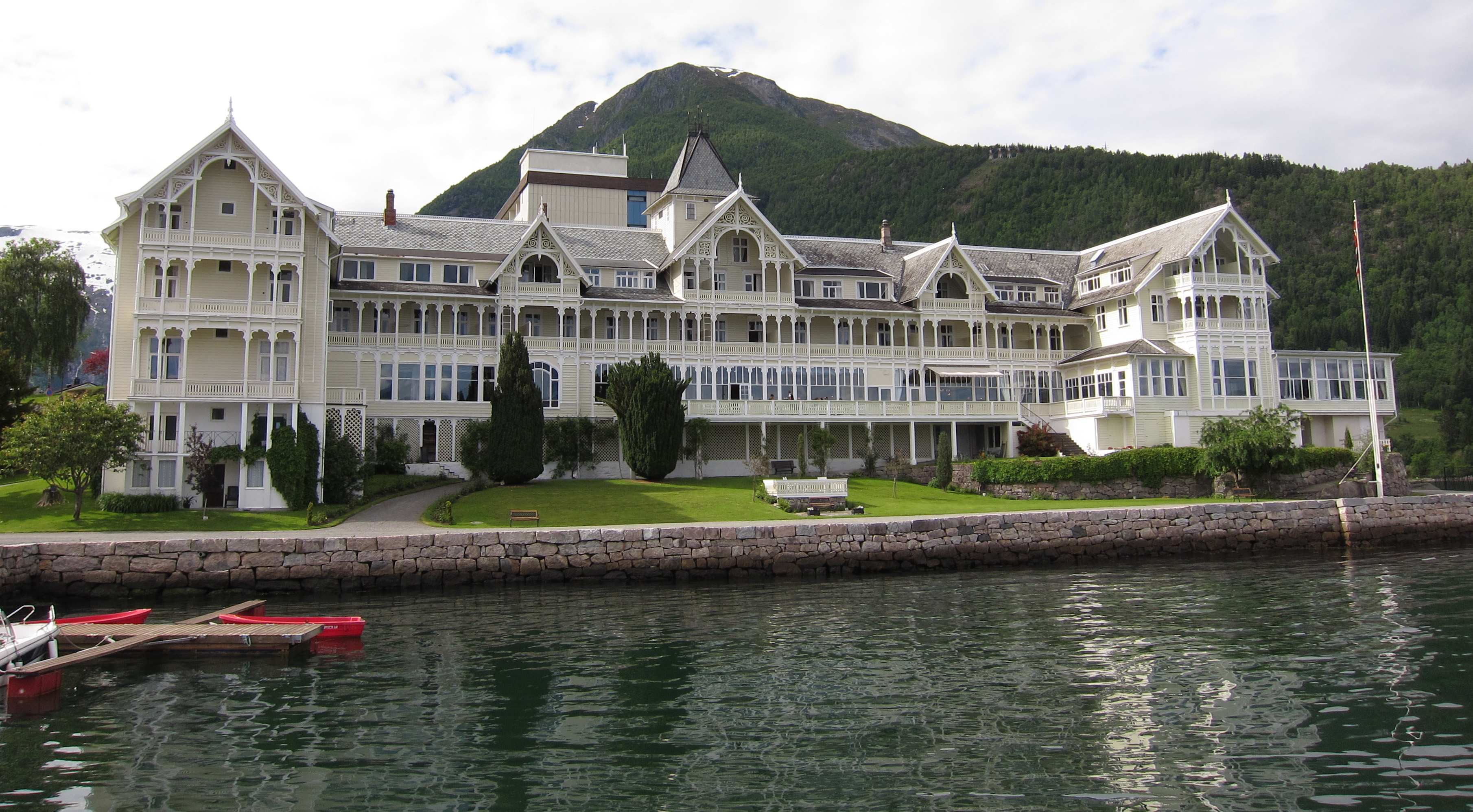
Hotel Kviknes w Balestrand w Norwegii
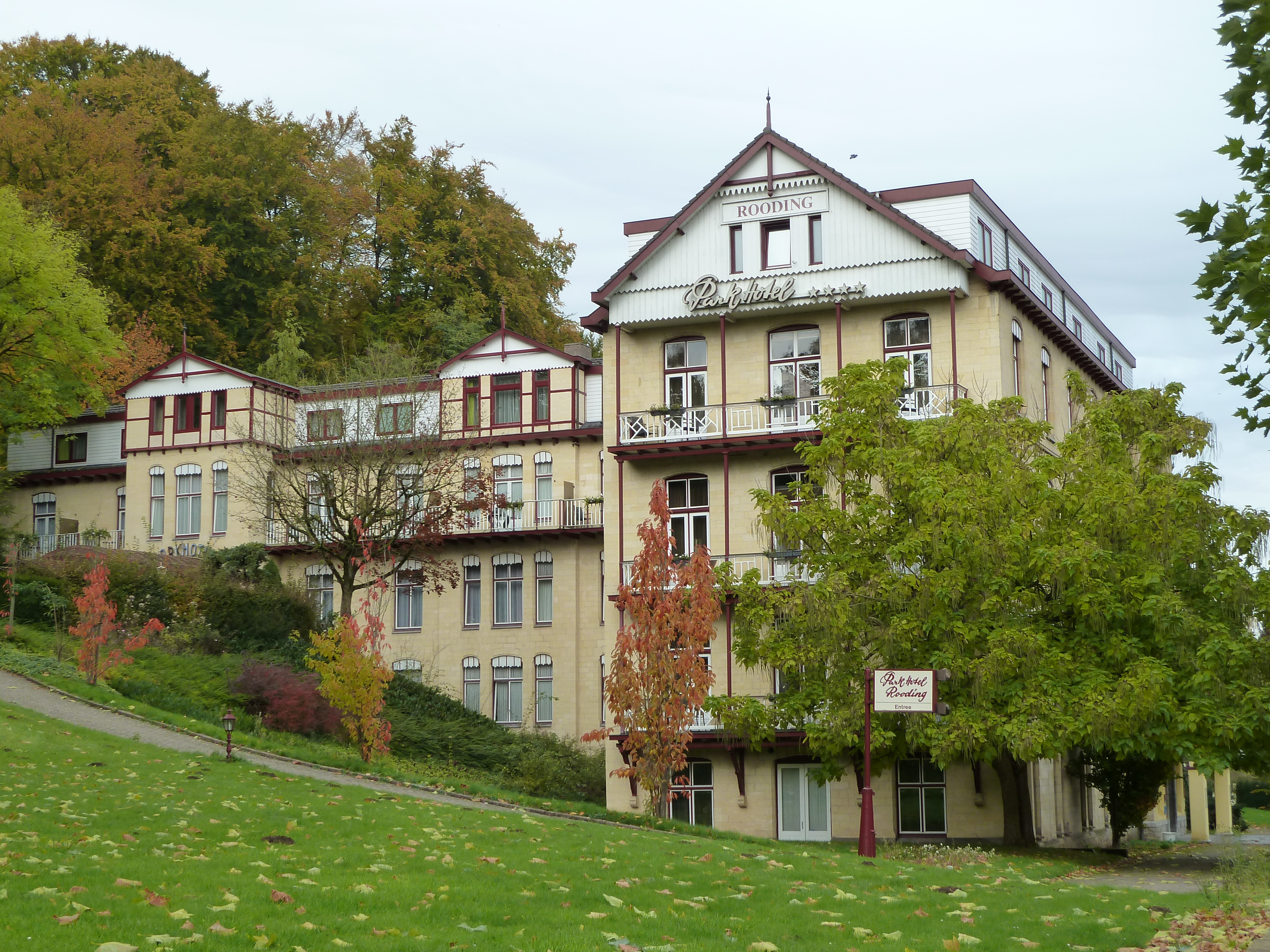
Hotel Rooding w Valkenburgu
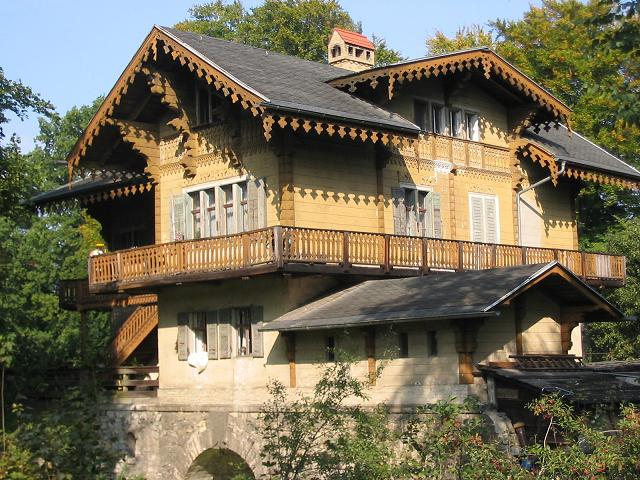
Dom w  Klein-Glienicke

## Charakterystyka stylu
Budownictwo w stylu tyrolskim obejmowało głównie wielokondygnacyjne wille i pensjonaty. Z zewnątrz obiekty te miały liczne tarasy, loggie i balkony, pozwalające na spędzanie czasu na leżakach i korzystaniu z kąpieli słonecznych. Fasady budynków, w tym m.in. werandy, balustrady schodów, obramowania okien i drzwi zdobiono bogatą dekoracją snycerską – wycinanymi w drewnie geometrycznymi lub roślinnymi zdobieniami. Budownictwo w stylu szwajcarskim charakteryzuje się, ze względu na nachylenie terenu, w którym posadowione były budynki, wysoką, kamienną podmurówką. Pozostała część budynku wykonywana była z drewna, zazwyczaj w konstrukcji zrębowej. Zarówno na frontowej ścianie szczytowej jak i na ścianach bocznych sytuowane były balkony, choć te niekiedy obejmowały jedynie fragmenty zabudowań przeznaczone na część mieszkalną. Dachy w stylu szwajcarskim zwykle są dwuspadowe o nachyleniu połaci od 14° do 17° i mają duże okapy. Połacie dachowe kryte są dranicami, konstrukcja zadaszenia zaś była opierana jest na krokwiach. Zarówno krokwie jak i płatwie mają zdobione zakończenia. Czasami szczyty budynków szalowane są deskami. Wraz z ewolucją stylu realizowano dachy z dachówką ceramiczną.

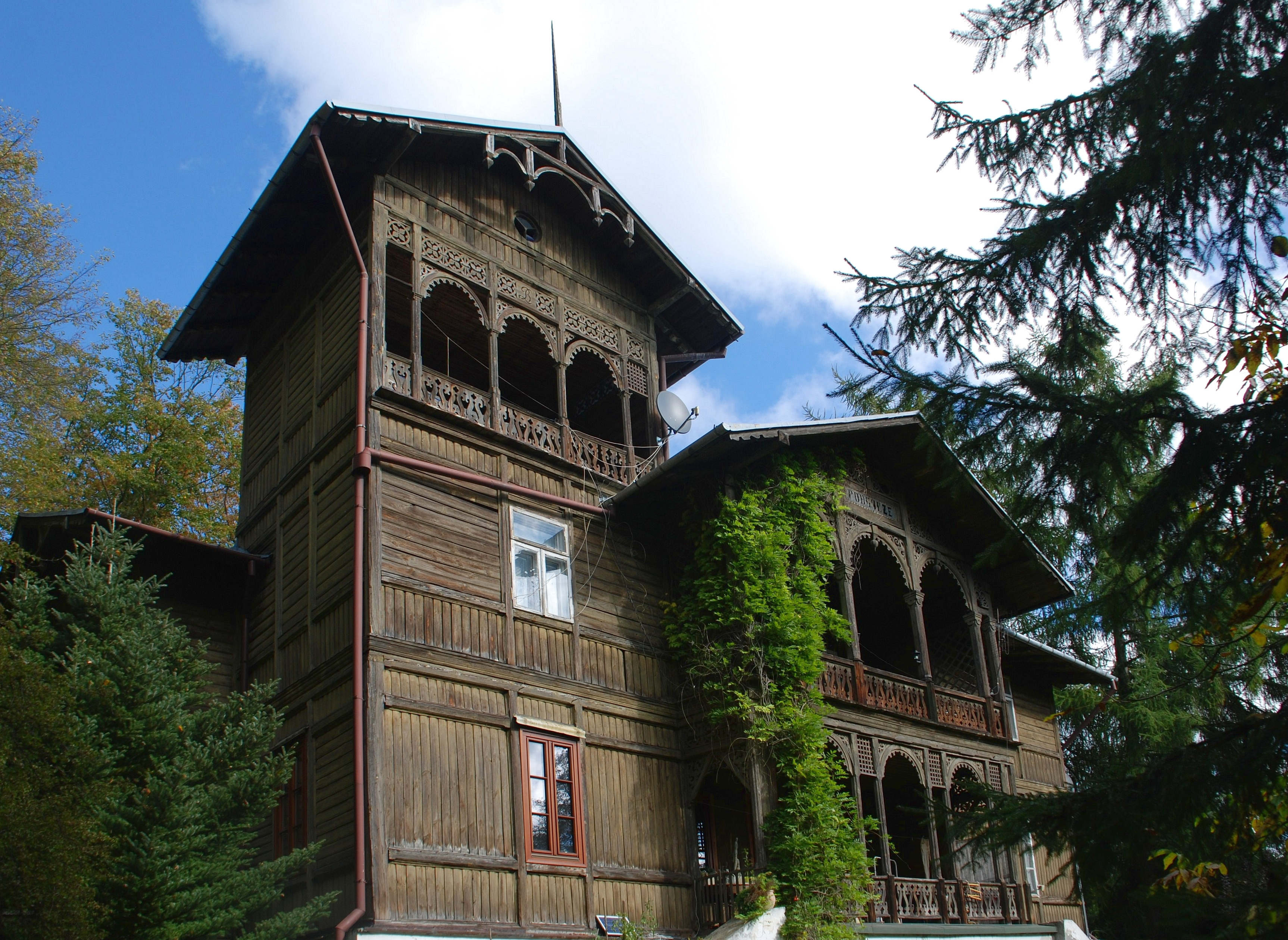
Willa „Podgórze” w Nałęczowie
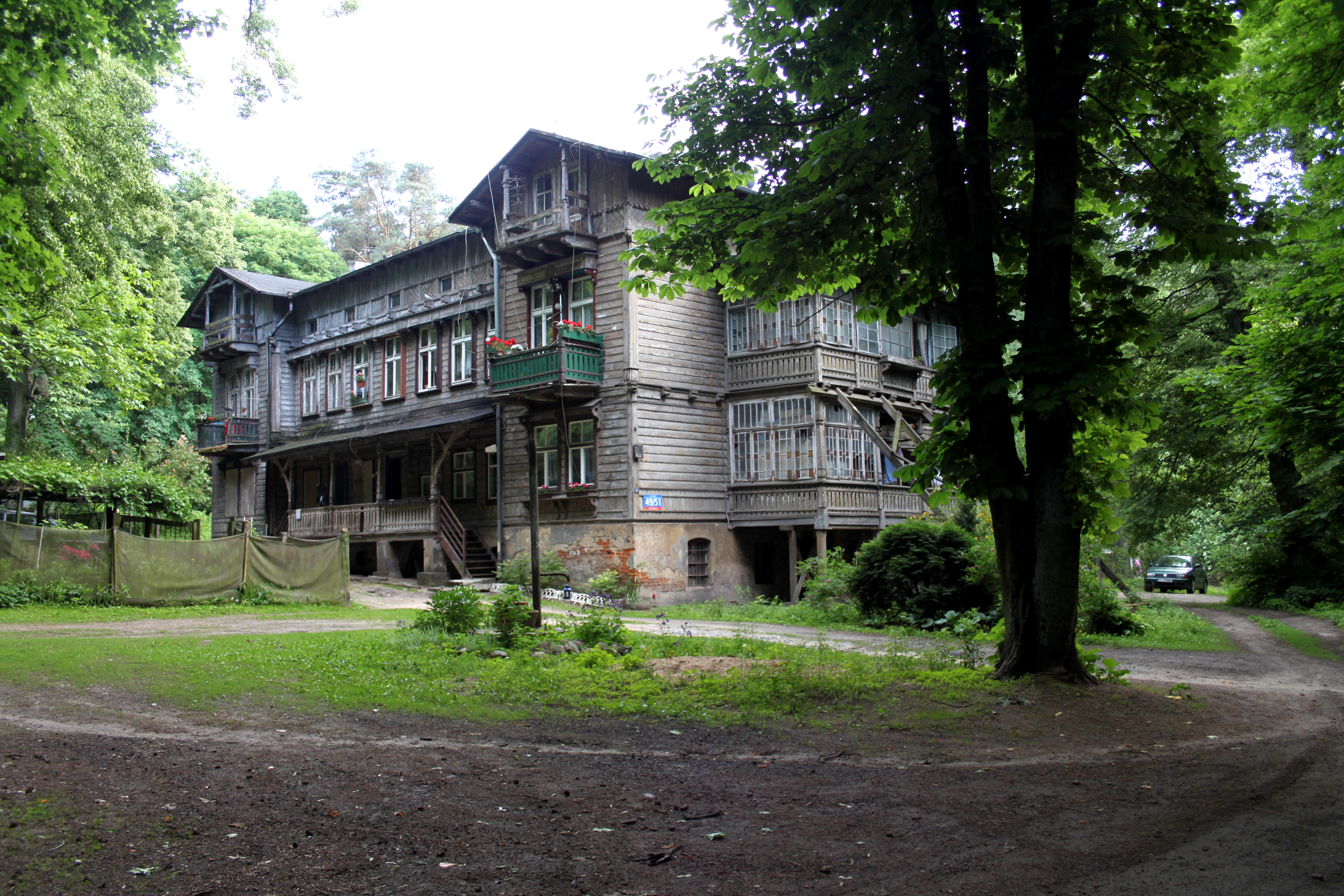
Dom letniskowy Teodora Steigerta w Łodzi.
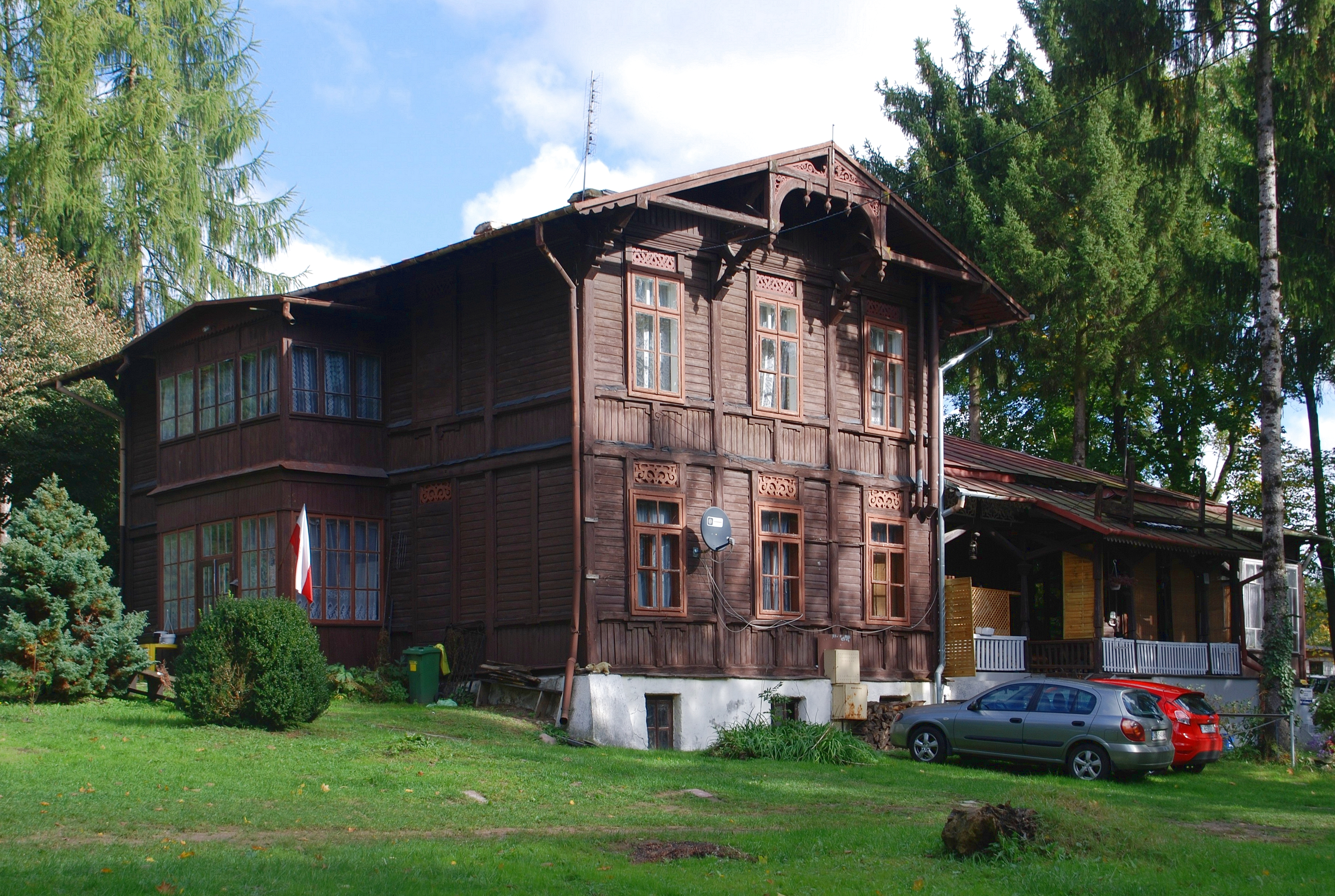
Willa „Oktawia” w Nałęczowie
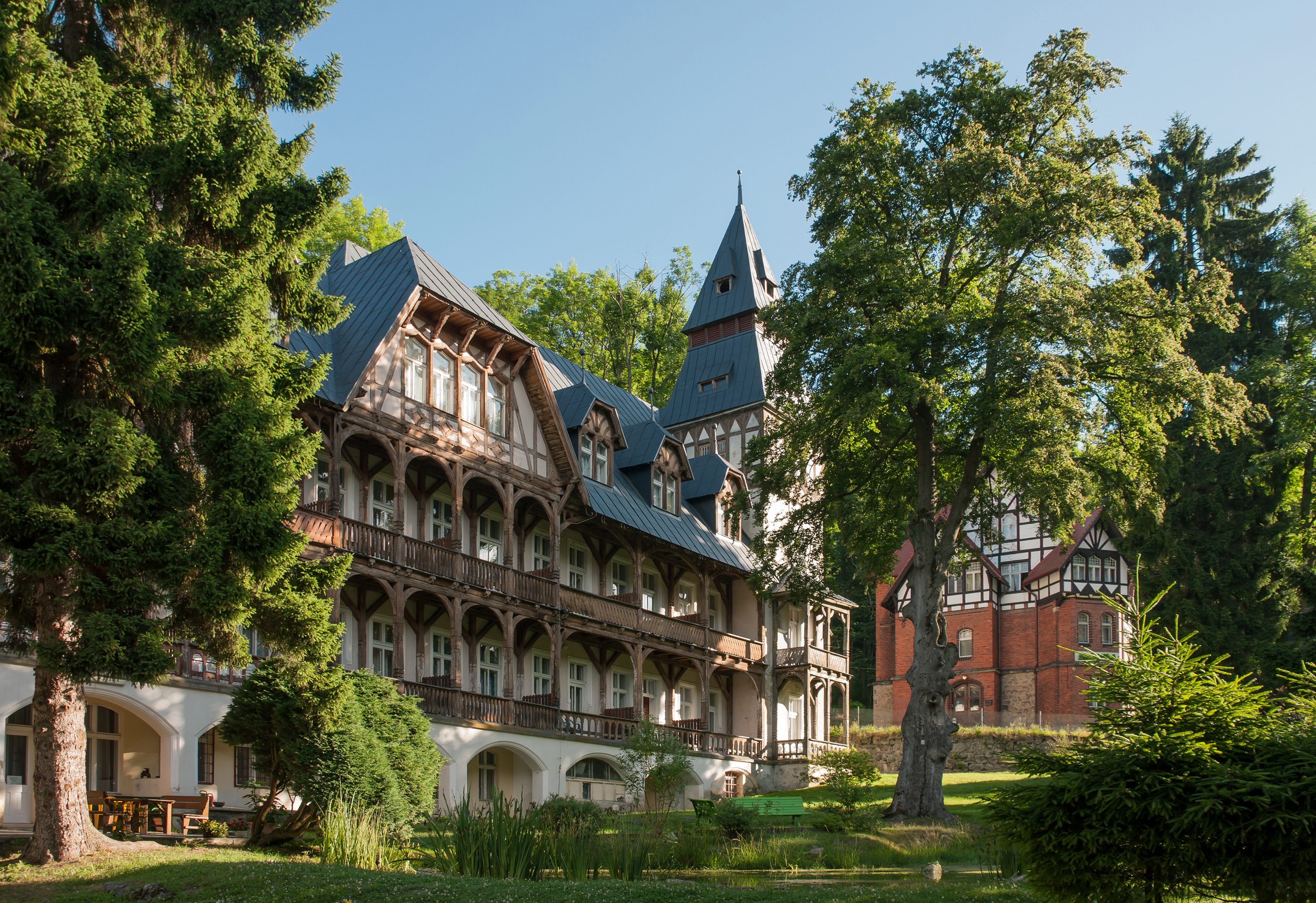
Sanatorium „Gigant" w Międzygórzu
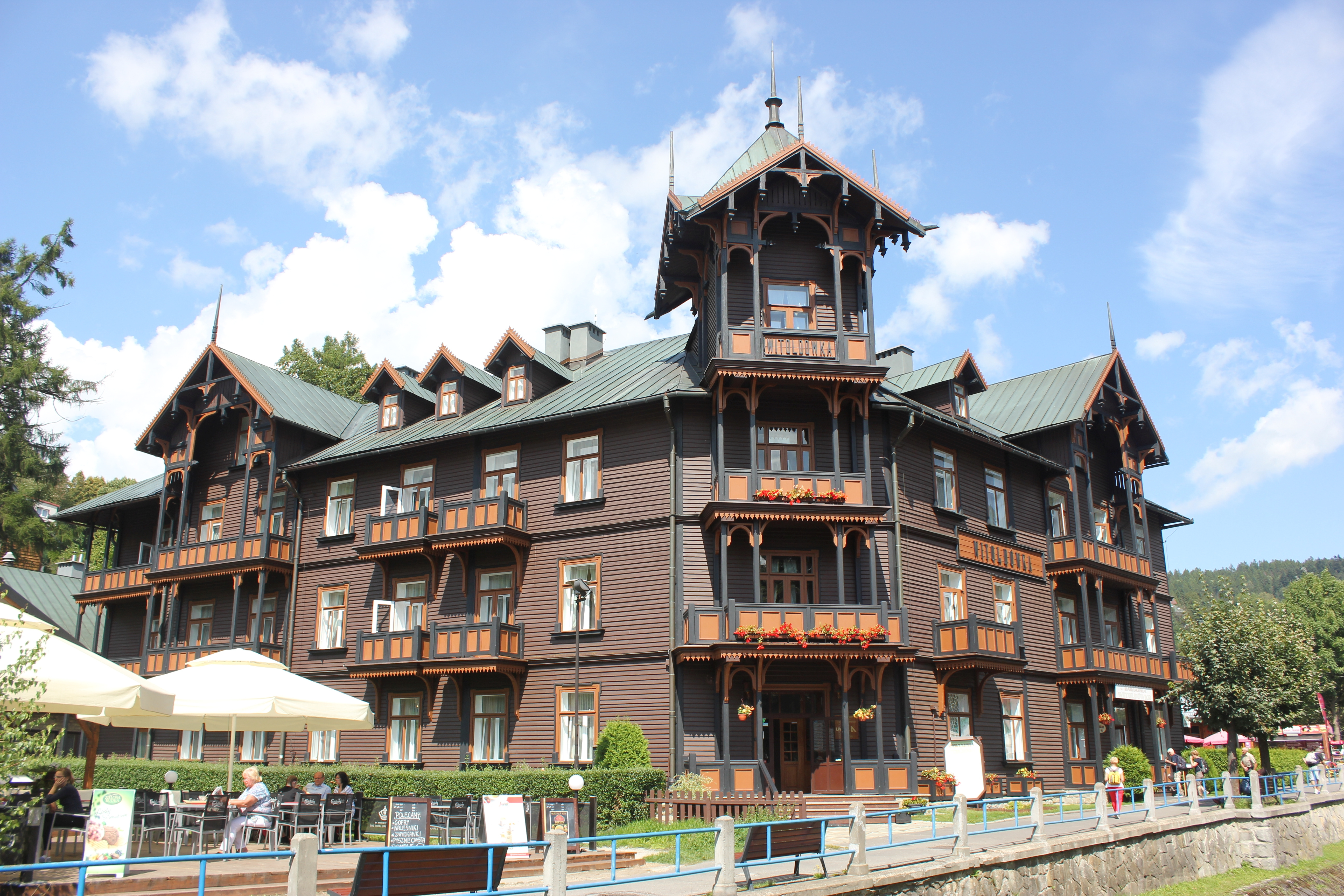
Willa Witoldówka w Krynicy-Zdroju

## Styl szwajcarski w Polsce
Styl szwajcarski w Polsce występuje przede wszystkim w miejscowościach o charakterze sanatoryjnym i uzdrowiskowym. Wśród miejscowości, w których architektura w stylu szwajcarskim wpłynęła na kształtowanie się zabudowy, są miejscowości takie jak: Nałęczów, Krynica-Zdrój, Polanica-Zdrój, Międzygórze. Wille w stylistyce szwajcarskiej mają również swoich przedstawicieli w Konstancinie, Otwocku, Podkowie Leśnej i Sopocie. Początkowo pojawił się on w wersji wernakularnej w regionie Kotliny Jeleniogórskiej, m.in. jako część rezydencji letniej Fryderyka Wilhelma III w Mysłakowicach. Z czasem spopularyzował się wraz z rozwojem turystyki masowej w latach 80. XIX w., pojawiał się głównie w obiektach pensjonatów, hoteli oraz schronisk. Styl szwajcarski stał się obiektem ataku środowiska zakopiańskiego, którego głównym przedstawicielem był Stanisław Witkiewicz. Spopularyzował on, jako wyraz polskiego patriotyzmu, styl zakopiański, inspirowany budownictwem podhalańskim. W kontrze wobec stylu alpejskiego powstało założone w 1901 r. towarzystwo Polska Sztuka Stosowana. Styl zakopiański ostatecznie wyparł styl szwajcarski z Podhala, nadając regionowi indywidualną tożsamość. W Polsce styl tyrolski ewoluował w świdermajer.